# Times New Viking
Times New Viking sono stati un gruppo musicale statunitense, attivo dal 2005 al 2012 e originario di Columbus in Ohio. 
La formazione era composta dal chitarrista Jared Phillips, dal batterista Adam Elliott e da Beth Murphy alle tastiere. 

## Carriera
Il loro nome, "Times New Viking", è un gioco di parole sul carattere tipografico Times New Roman. 
Durante la loro carriera hanno pubblicato cinque dischi: Dig Yourself del 2005, Present the Paisley Reich del 2007, Rip It Off del 2008 (che NME ha recensito con un 8/10) e Born Again Revisited del 2009; nel 2011 hanno pubblicato il loro ultimo e quinto album, Dancer Equired!.
Dopo l'uscita dell'EP Over & Over nel 2012, la band ha preso una pausa di riflessione a tempo indeterminato, non esibendosi dal vivo per quattro anni. Nel 2016 si sono riuniti per suonare un'ultima volta al 4th e 4th Fest a Columbus.
Dal 2008 al 2010 hanno preso parte al All Tomorrow's Parties (festival).

## Discografia parziale

### Album in studio
- Dig Yourself (2005)
- Present the Paisley Reich (2007)
- Rip It Off (2008)
- Born Again Revisited (2009)
- Dancer Equired! (2011)

### EP
- Dead New Viking (2005)
- Stay Awake (2008)
- Over & Over (2012)